# Prîdnistrovea, Halîci
Prîdnistrovea (în ucraineană Придністров`я) este un sat în comuna Demeșkivți din raionul Halîci, regiunea Ivano-Frankivsk, Ucraina.

## Demografie
Componența lingvistică a localității Prîdnistrovea
     Ucraineană (99,8%)
     Alte limbi (0,2%)
Conform recensământului din 2001, majoritatea populației localității Prîdnistrovea era vorbitoare de ucraineană (99,8%), existând în minoritate și vorbitori de alte limbi.